# ラウル・ルイス
ラウル・ルイス （Raúl Ruiz, 1941年7月25日 - 2011年8月19日） は、チリの映画監督・作家。48年のキャリアの中で100本以上の作品を製作した。

## 来歴
1941年7月25日、チリのプエルト・モントで生まれる。父親は船長、母親は教師。神学と法律を学びながら、1956年から1962年の間にロックフェラー財団の支援を受けて100本もの戯曲を執筆した。1962年にアルゼンチンのサンタフェ映画学校に入学するも一年で中退。1963年にチリのテレビ局で編集スタッフとして働く傍ら、同年に最初の短編『La maleta』を製作する。1965年からはメキシコのテレビ局にも勤務した。その後、チリに帰国し、1967年に長編処女作『El tango del viudo』を発表。2作目の『Tres tristes tigres』（1968年）は翌1969年のロカルノ国際映画祭で金豹賞を受賞した。
その後も長編・短編を問わず矢継ぎ早に作品を発表していたが、1973年でチリでクーデターが発生するとフランスへ亡命。以後、パリを拠点に映画製作を行う。1999年にはマルセル・プルーストの『失われた時を求めて』の最終篇となる『見出された時』をジョン・マルコヴィッチ、カトリーヌ・ドヌーヴ、エマニュエル・ベアールらを起用して映画化した。2010年の『ミステリーズ 運命のリスボン』は4時間を超える大作であった。
2011年8月19日、パリにて70歳で死去した。

## 作品
長編劇映画のみ記載。短編、ドキュメンタリー、テレビ映画なども多数製作。
- El tango del viudo （1967年）
- Tres tristes tigres （1968年）
- ¡Qué hacer! （1970年）
- La colonia penal （1970年）
- Nadie dijo nada （1971年）
- Palomita blanca （1973年）
- Palomilla brava （1973年）
- El realismo socialista （1973年）
- La expropiación （1974年）
- Diálogos de exiliados （1975年）
- La vocation suspendue （1978年）
- L'hypothèse du tableau volé （1978年）
- Jeux （1979年）
- Images de débat （1979年）
- Teletests （1980年）
- Musée Dali （1980年）
- Le borgne （1980年）
- The Territory （1981年）
- Het dak van de Walvis （1982年）
- 水夫の3クラウン Les trois couronnes du matelot （1983年）
- 海賊の街　La Ville de Pirates （1983年）
- La ville de Paris （1983年）
- Bérénice （1983年）
- Point de fuite （1984年）
- La présence réelle （1984年）
- ロック公国/ジャゾンIII世 Régime sans pain （1985年）
- アルマ橋で目覚めた男 L'éveillé du pont de l'Alma （1985年）
- Treasure Island （1985年）
- Mammame （1986年）
- Richard III （1986年）
- Dans un miroir （1986年）
- 盲目の梟 La chouette aveugle （1987年）
- Mémoire des apparences （1987年）
- Le professeur Taranne （1987年）
- Derrière le mur （1989年）
- The Golden Boat （1990年）
- La novela errante （1990年）
- Basta la palabra （1991年）
- L'oeil qui ment （1992年）
- Miroirs de Tunisie （1993年）
- ファドの調べ Fado majeur et mineur （1994年）
- Viaggio clandestino - Vite di santi e di peccatori （1994年）
- 三つの人生とたった一つの死 Trois vies & une seule mort （1996年）
- 犯罪の系譜 Généalogies d'un crime （1997年）
- 悪夢の破片 Shattered Image （1998年）
- 見出された時-「失われた時を求めて」より- Le temps retrouvé, d'après l'oeuvre de Marcel Proust （1999年）
- 夢の中での愛の闘い Combat d'amour en songe （2000年）
- 無邪気さの喜劇 Comédie de l'innocence （2000年）
- Les âmes fortes （2001年）
- ある日 Ce jour-là （2003年）
- Une place parmi les vivants （2003年）
- Vertige de la page blanche （2003年）
- Responso （2004年）
- Días de campo （2004年）
- Le domaine perdu （2005年）
- クリムト Klimt （2006年）
- 贈り物 Le Don （2007年） オムニバス『それぞれのシネマ』の一篇
- Agathopedia （2008年）
- La maison Nucingen （2008年）
- El pasaporte amarillo （2009年）
- A Closed Book （2010年）
- ミステリーズ 運命のリスボン Mistérios de Lisboa （2010年）
- 向かいにある夜 La noche de enfrente （2012年）